# Lobio (Burkina Faso)
Pour les articles homonymes, voir Lobio.
Lobio est une localité située dans le département de Gbomblora de la province du Poni dans la région Sud-Ouest au Burkina Faso.

## Géographie
Lobio se trouve à 500 m au sud du chef-lieu Gbomblora. Le village est traversé par la route nationale 11, menant à la Côte d'Ivoire.

## Santé et éducation
Le centre de soins le plus proche de Lobio est le centre de santé et de promotion sociale (CSPS) de Gbomblora tandis que le centre hospitalier régional (CHR) de la province se trouve à Gaoua.